# مناورات درع الخليج 1 (2018)
مناورات درع الخليج 1  هي مناورات عسكرية بين جيوش 23 دولة، وتقام في المملكة العربية السعودية. المناورات تنقسم إلى مرحلتين، الأولى تستمر لمدة يومين، وتقتصر على قيادات قوات «درع الخليج المشترك 1»، من جميع القطاعات البرية، والبحرية، والجوية، والدفاع الجوي، والقوات الخاصة، حيث يتم استخدام المشبهات، وتدريب القيادات على إدارة العمليات العسكرية، في بيئة عمليات نظامية وغير نظامية، ويتم فيه اختبار وسائل القيادة والسيطرة والقيادة. وتشمل المرحلة الثانية، التي تستمر لمدة 5 أيام استخدام الذخيرة الحية، بمشاركة جميع قوات الدول المشاركة في التمرين من كل القطاعات، وتستهدف هذه المرحلة من التدريب مواجهة التحديات والتهديدات ضمن بيئة عمليات مشتركة لتحقيق مفهوم العمل المشترك، وتستخدم فيه العديد من الأسلحة الحديثة والمتطورة.